# Bačevci (Valjevo)
Bačevci (Valjevo) (em cirílico: Бачевци) é uma vila da Sérvia localizada no município de Valjevo, pertencente ao distrito de Kolubara. A sua população era de 382 habitantes segundo o censo de 2011.

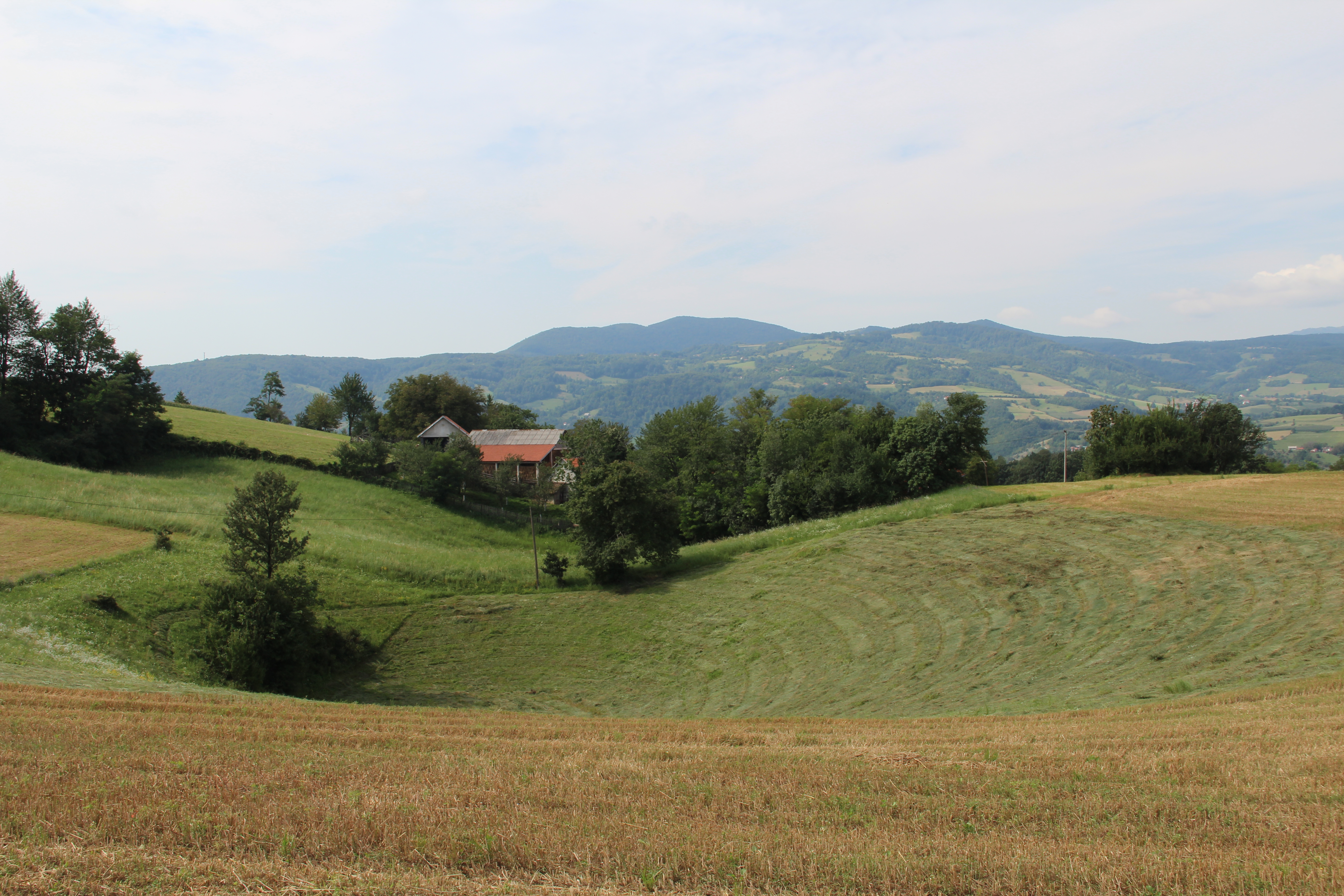
Bačevci - panorama
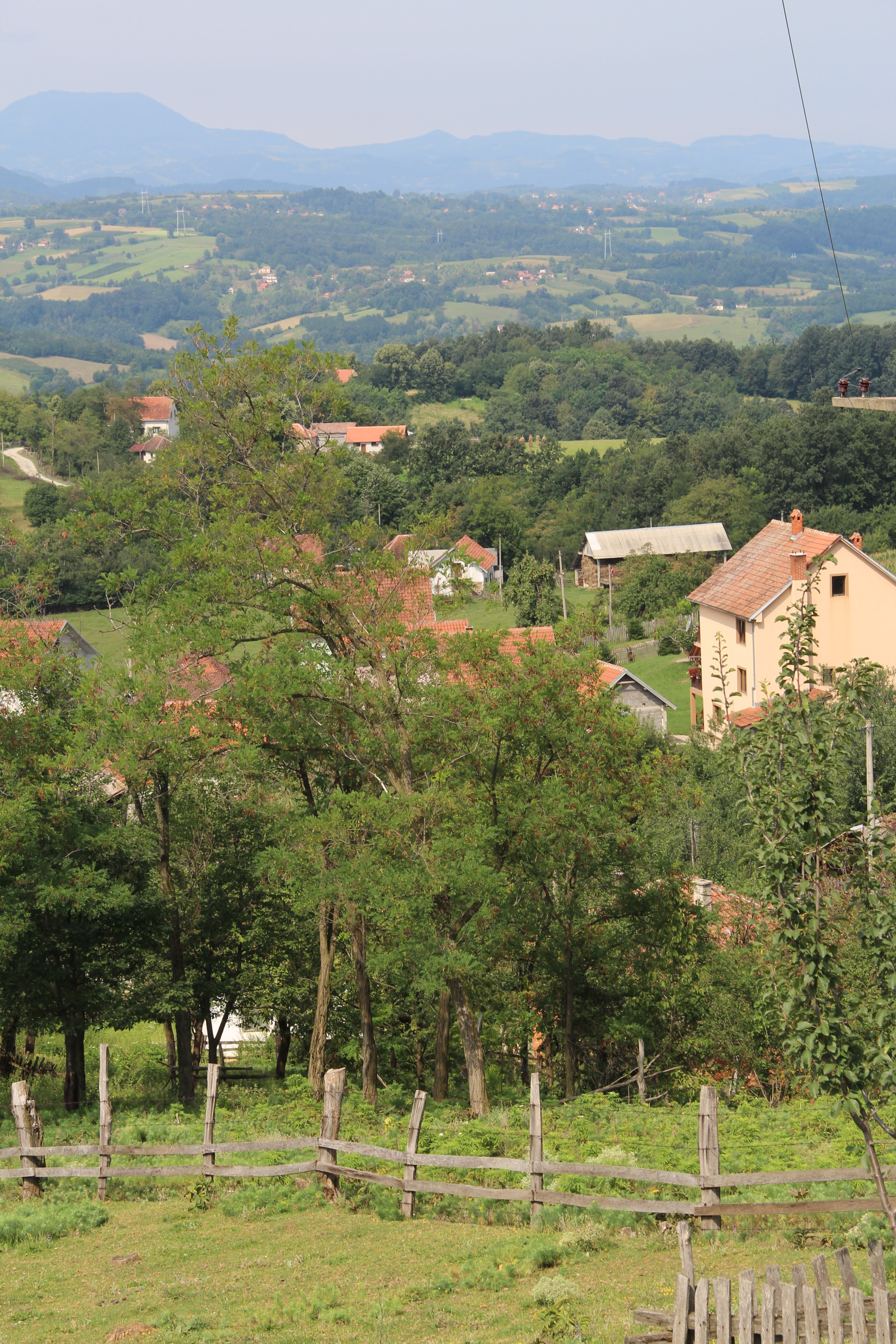
Bačevci - panorama
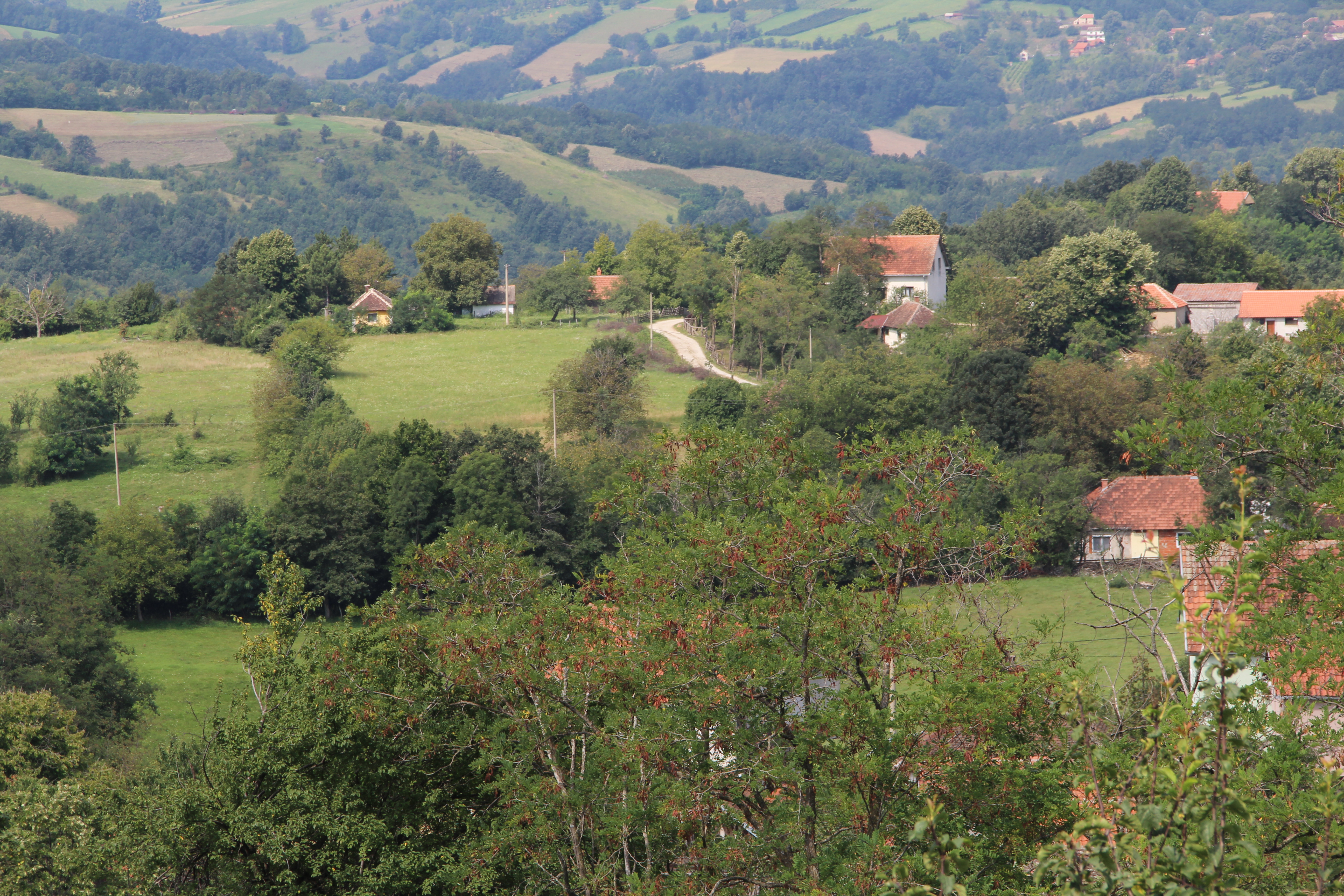
Bačevci - panorama
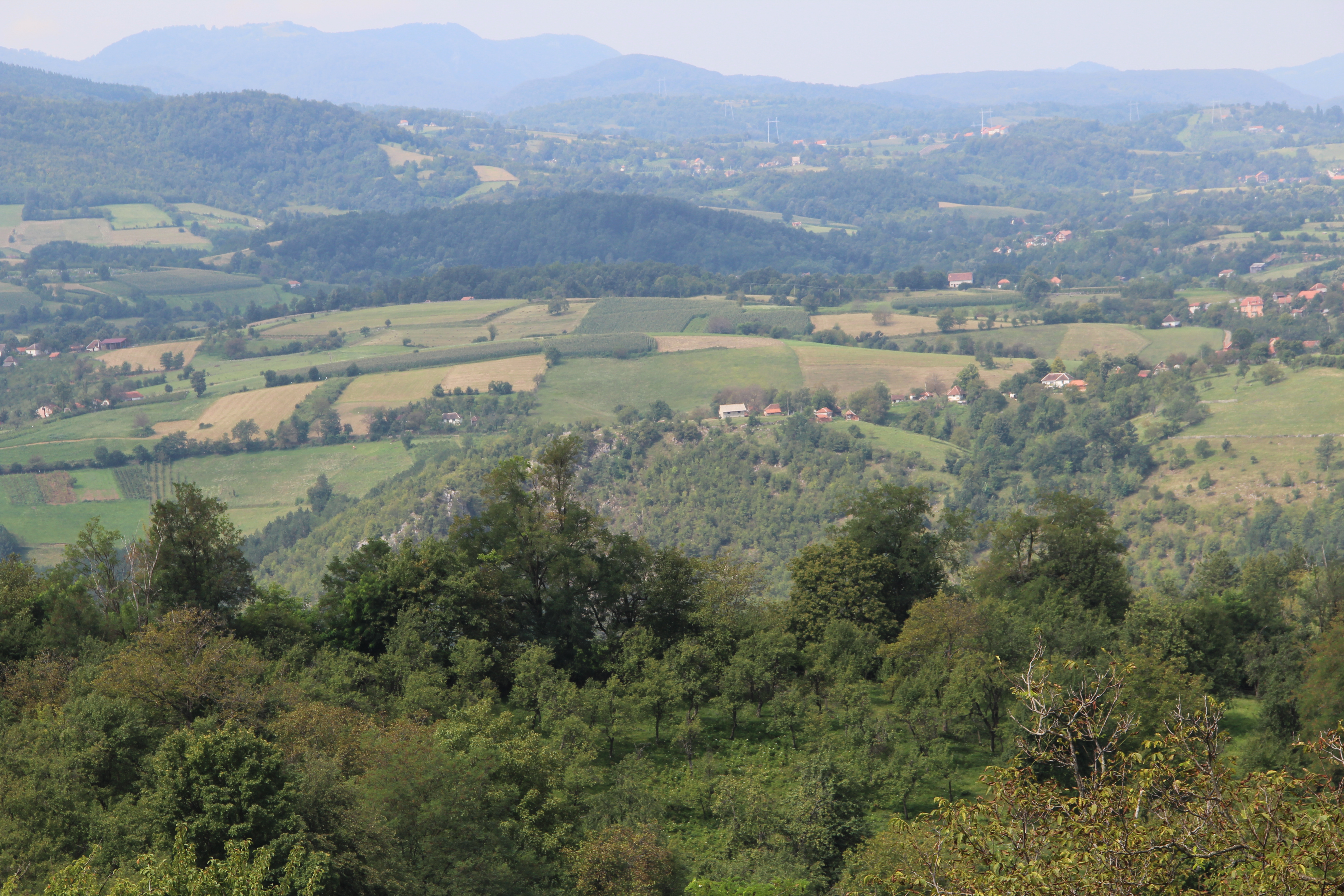
Bačevci - panorama
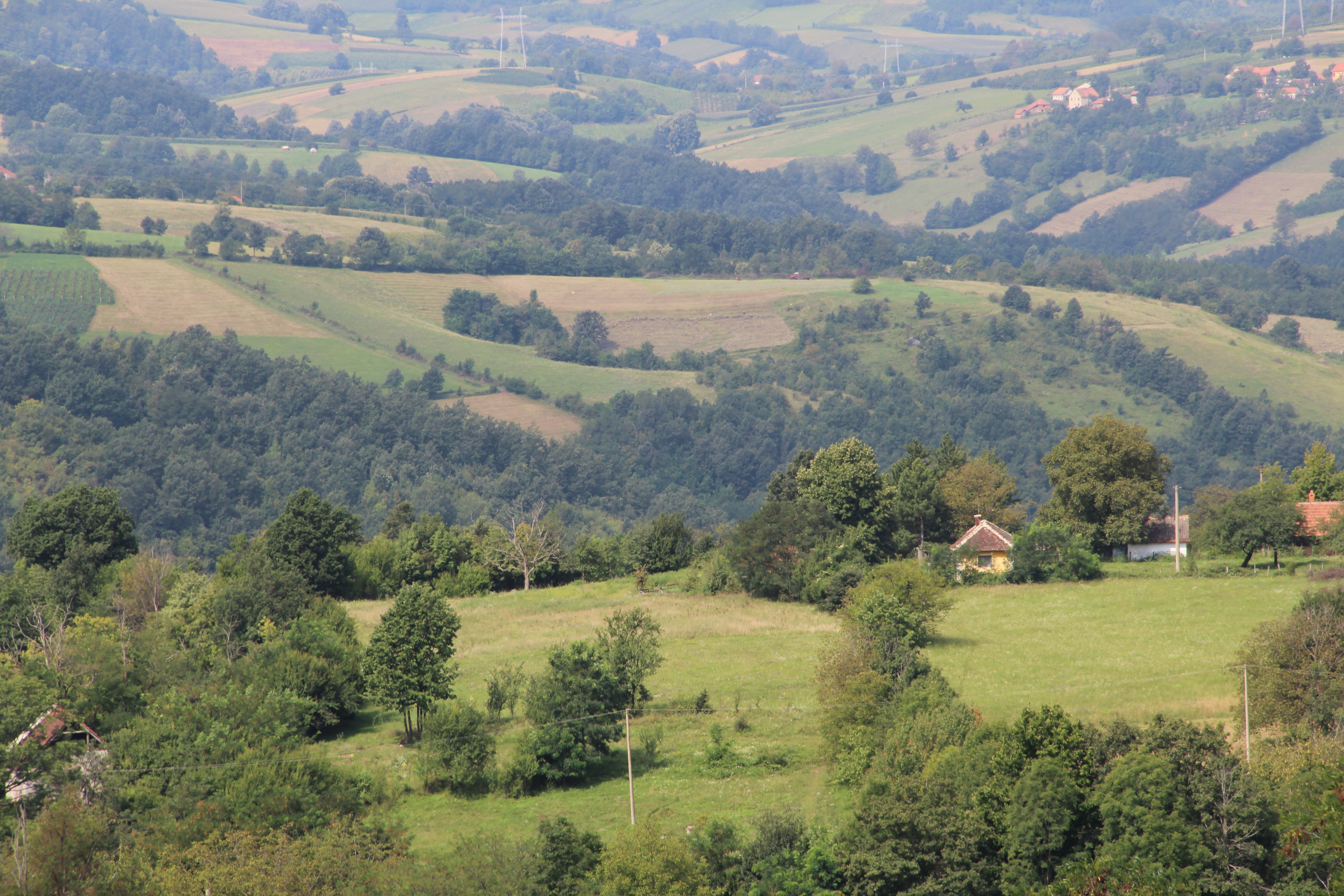
Bačevci - panorama
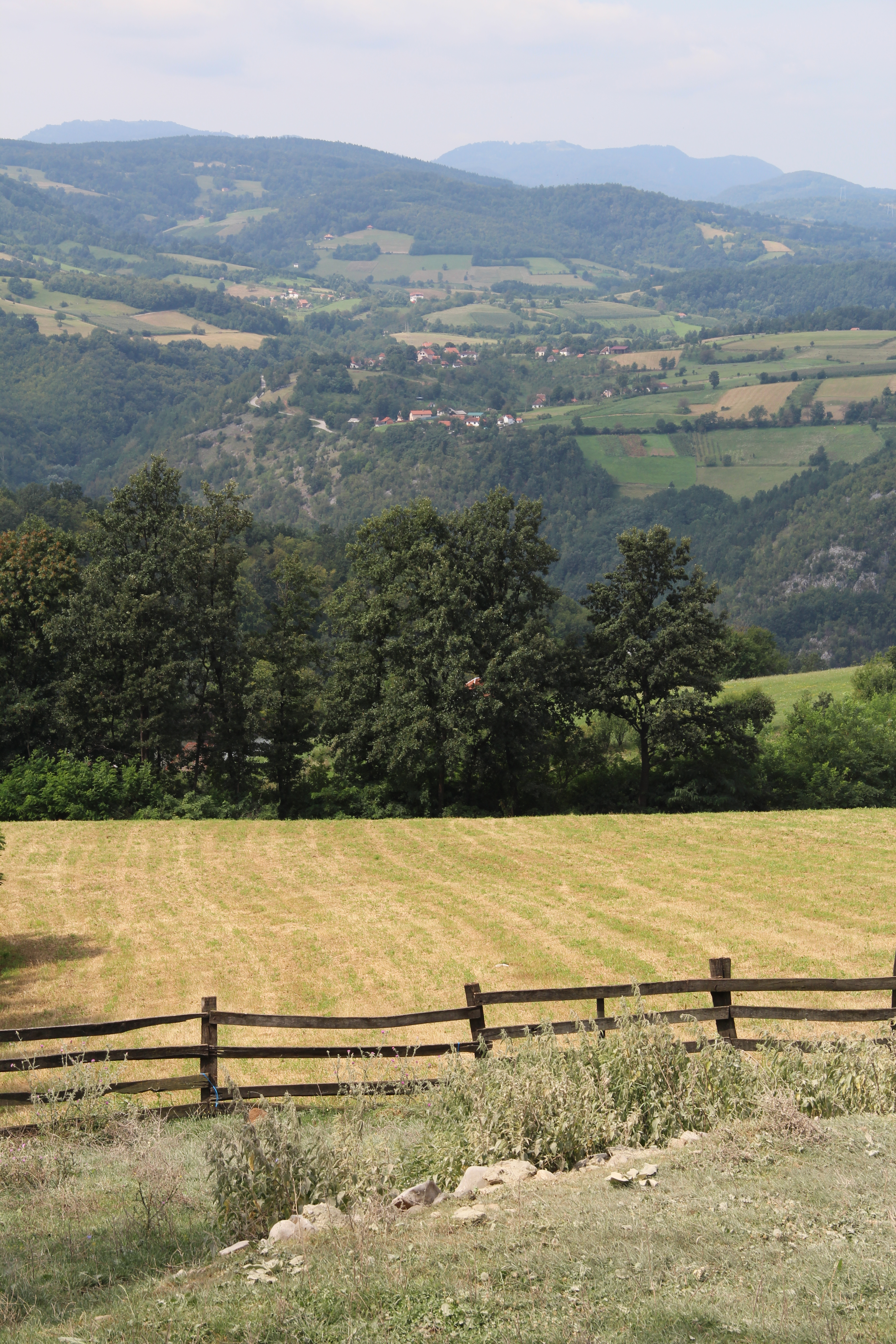
Bačevci - panorama
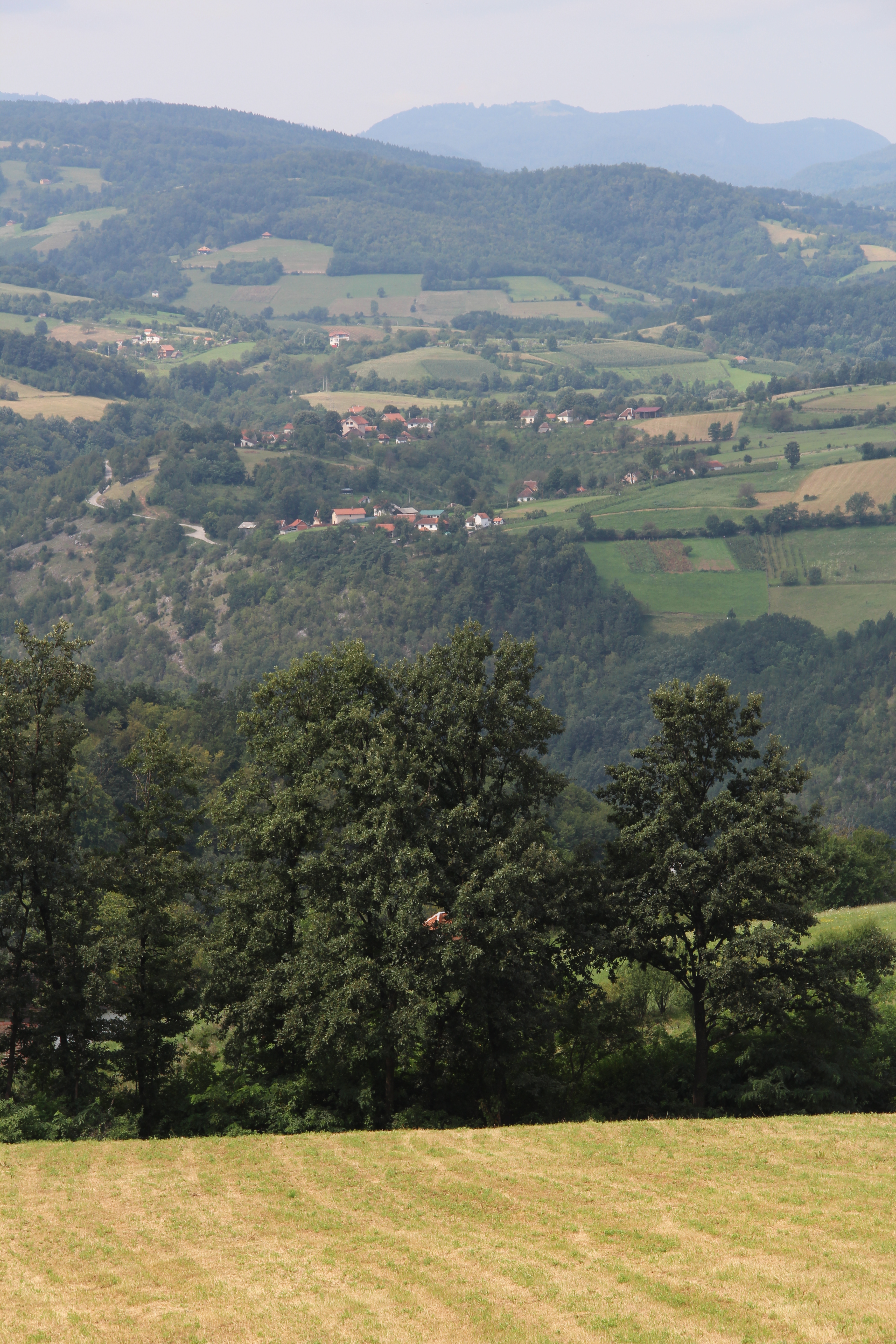
Bačevci - panorama
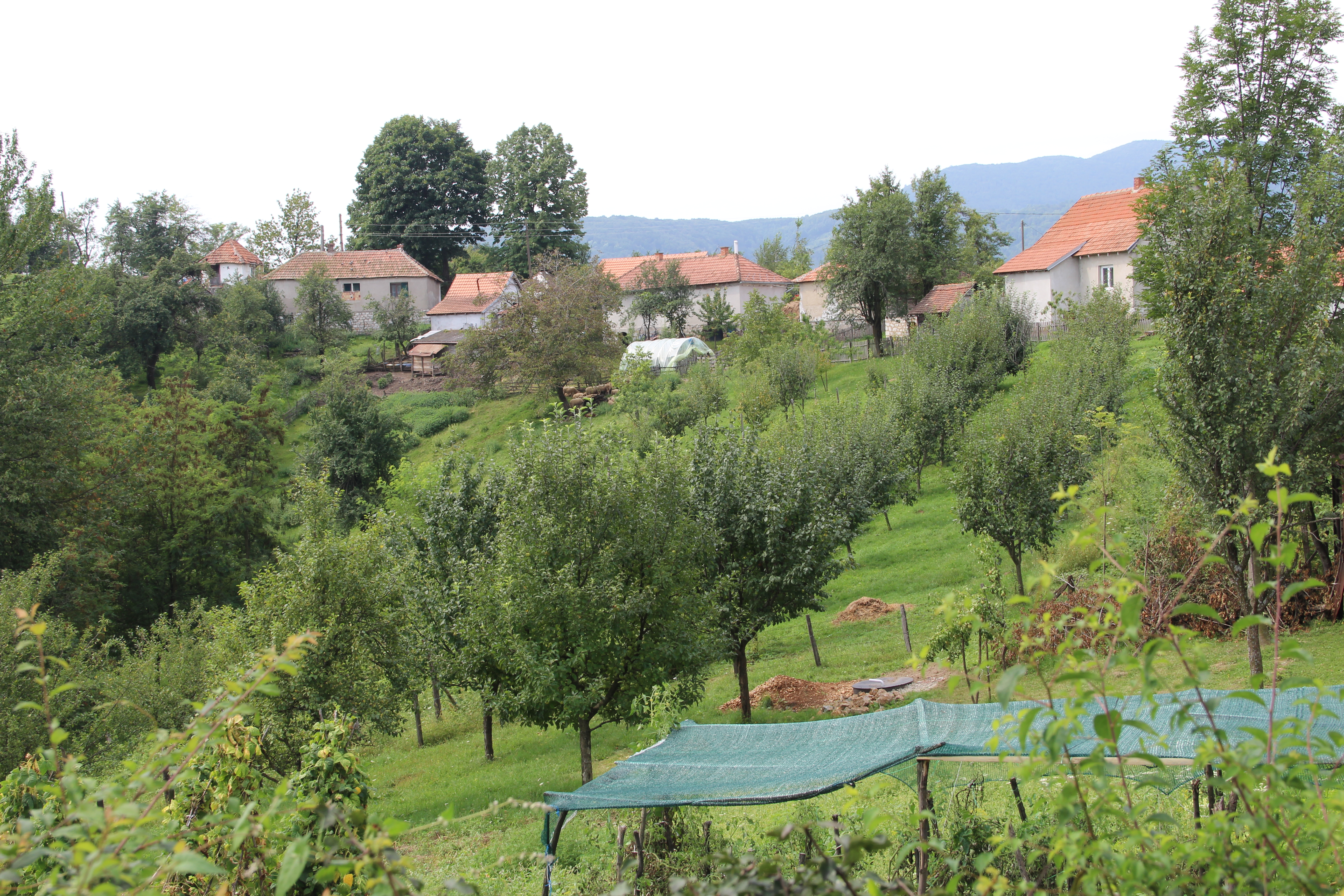
Bačevci - panorama
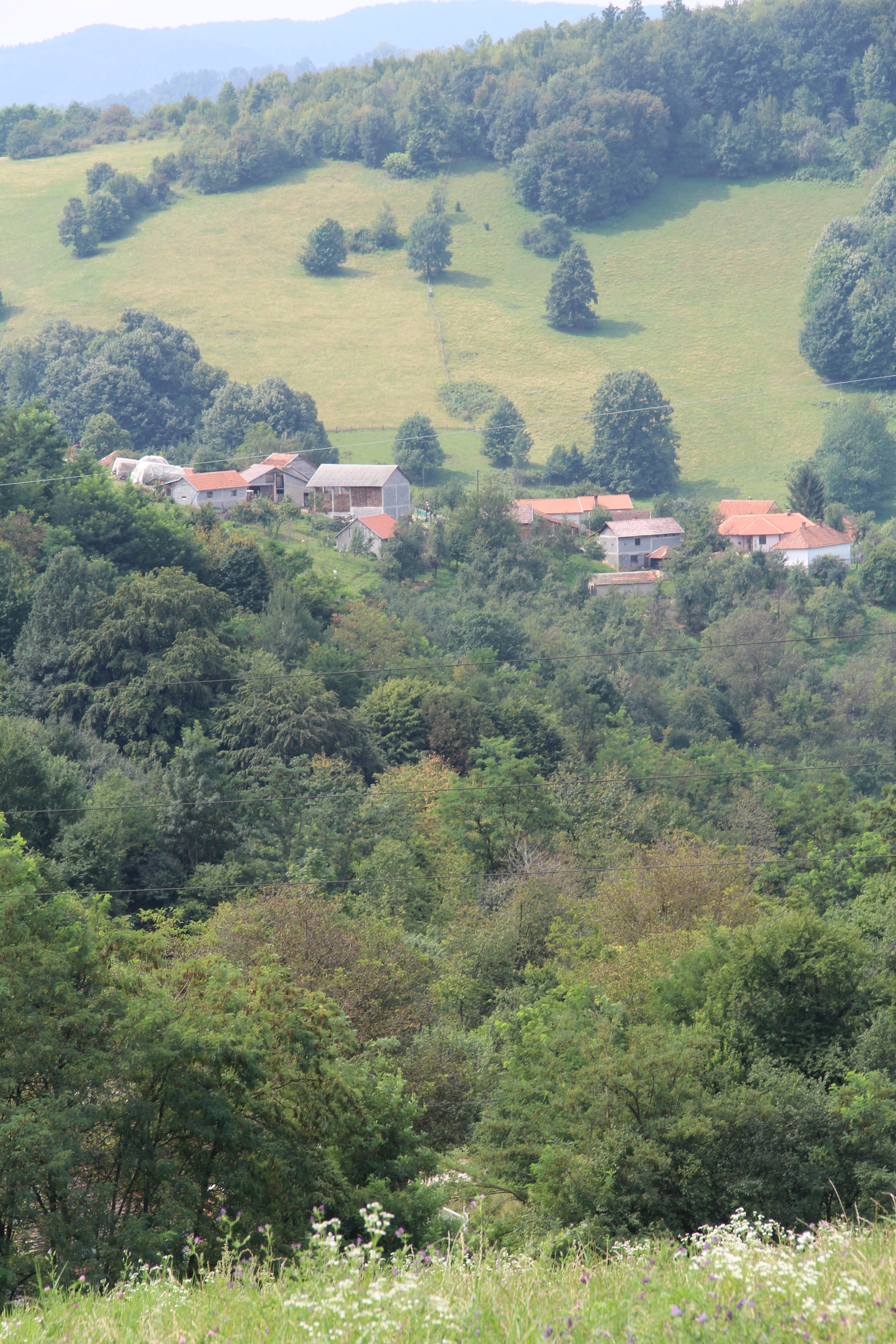
Bačevci - panorama
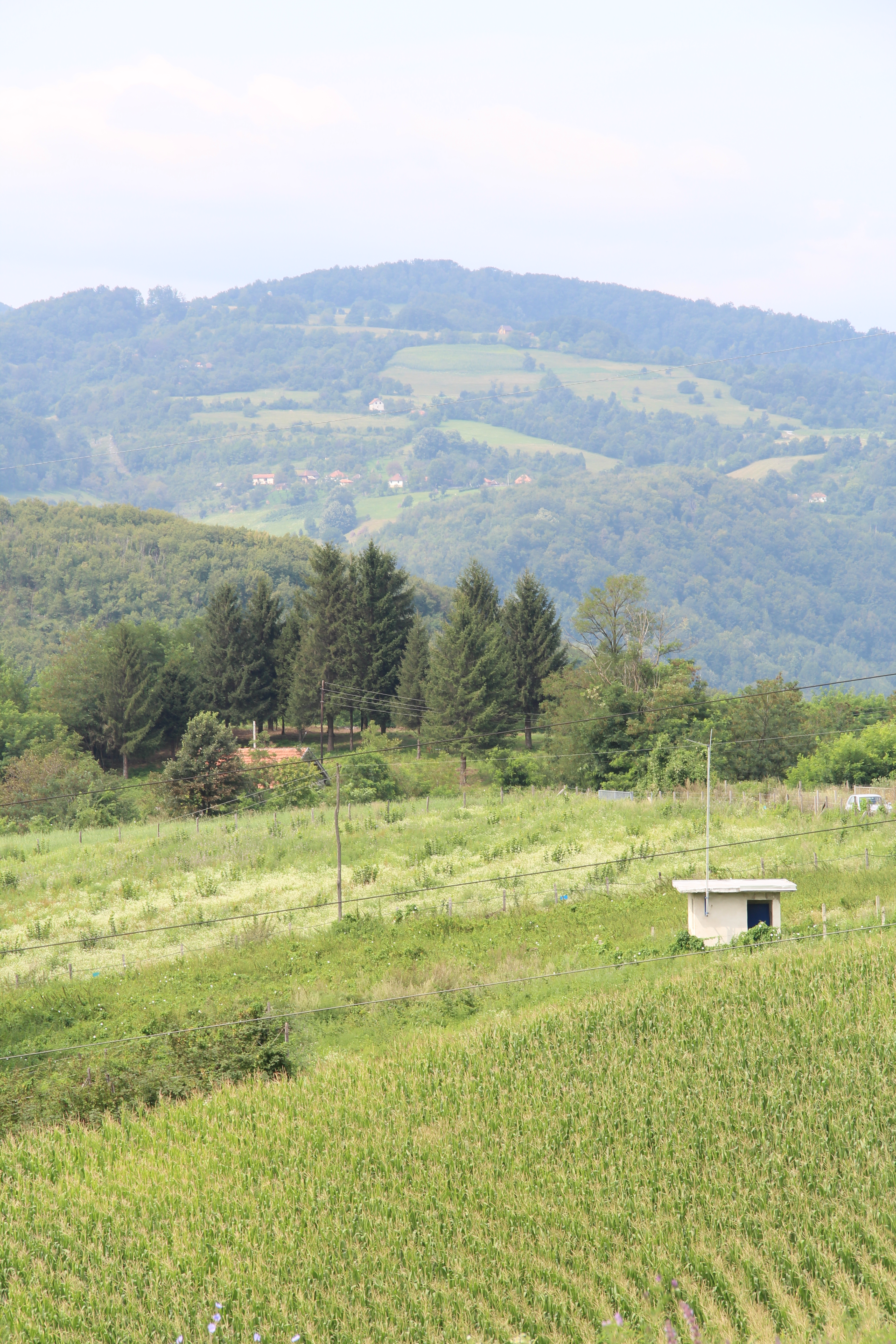
Bačevci - panorama
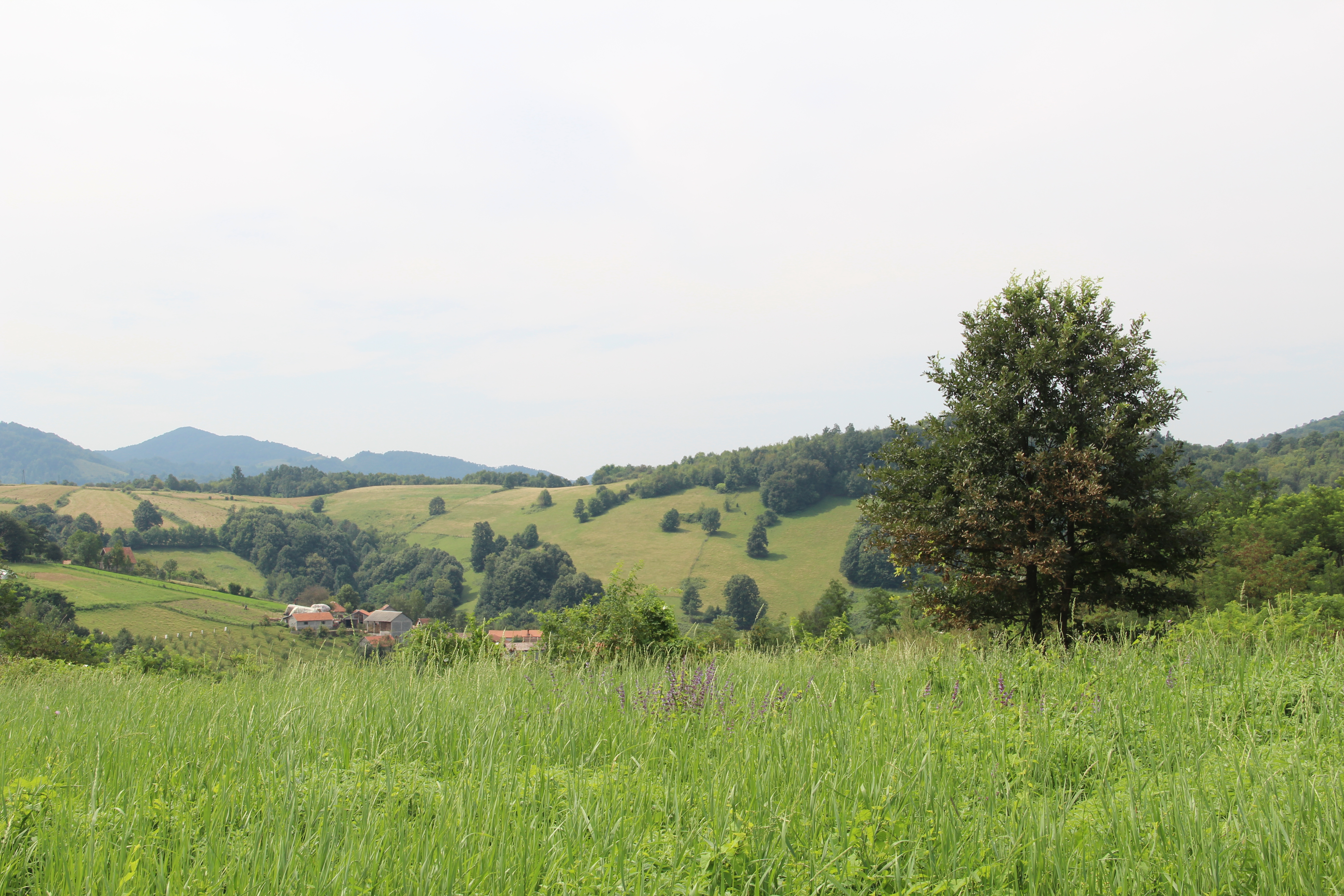
Bačevci - panorama
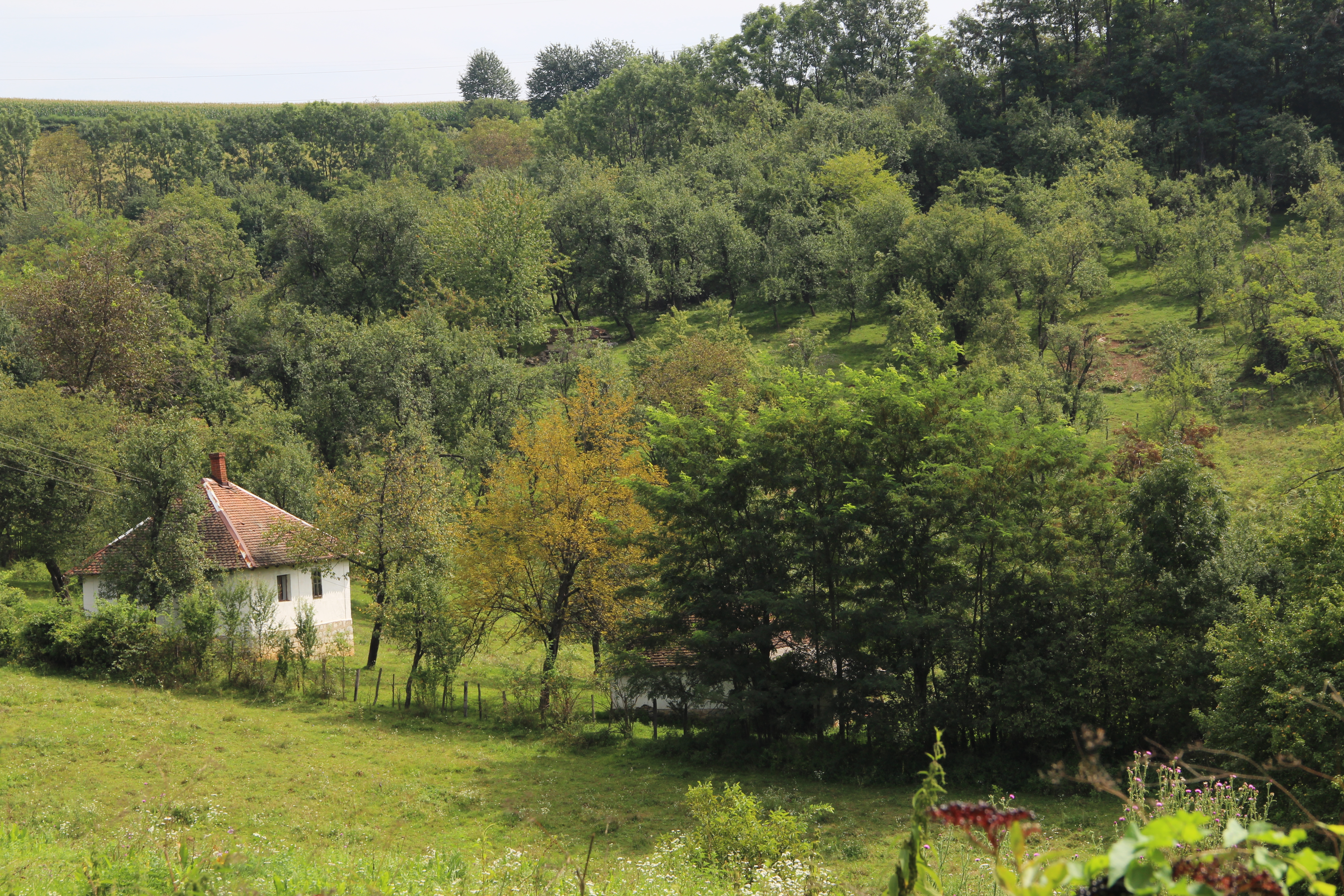
Bačevci - panorama

## Demografia
| 1948  | 1953  | 1961  | 1971 | 1981 | 1991 | 2002 | 2011 |
| ----- | ----- | ----- | ---- | ---- | ---- | ---- | ---- |
| 1 205 | 1 207 | 1 074 | 902  | 748  | 589  | 505  | 382  |